# فاوکنر، ویکتوریا
فاوکنر (به انگلیسی: Fawkner) یک منطقهٔ مسکونی در استرالیا است که در ویکتوریا (استرالیا) واقع شده‌است.